# Левый Берег (Липецкая область)
Левый Берег — посёлок в Усманском районе Липецкой области России. Входит в состав Девицкого сельсовета.

## География
Посёлок находится в юго-восточной части Липецкой области, в лесостепной зоне, в пределах Окско-Донской равнины, на левом берегу реки Усмани, на расстоянии примерно 0,5 километра (по прямой) к востоку от города Усмань, административного центра района.
Климат
Климат умеренно континентальный с тёплым летом и умеренно холодной зимой. Среднегодовое количество осадков — 511 мм. Максимальное количество осадков выпадает в период с мая по октябрь. Средняя температура самого холодного месяца (января) составляет −9°С, самого тёплого (июля) — 20°С.
Часовой пояс
Посёлок Левый Берег, как и вся Липецкая область, находится в часовой зоне МСК (московское время). Смещение применяемого времени относительно UTC составляет +3:00.

## Население
| 2010 | 2011 |
| ---- | ---- |
| 73   | →73  |

Гендерный состав
По данным Всероссийской переписи населения 2010 года в гендерной структуре населения мужчины составляли 43,8 %, женщины — соответственно 56,2 %.

## Инфраструктура
Функционируют автозаправочная станция и торговый киоск.

## Улицы
Уличная сеть посёлка состоит из четырёх улиц.